# Catenina

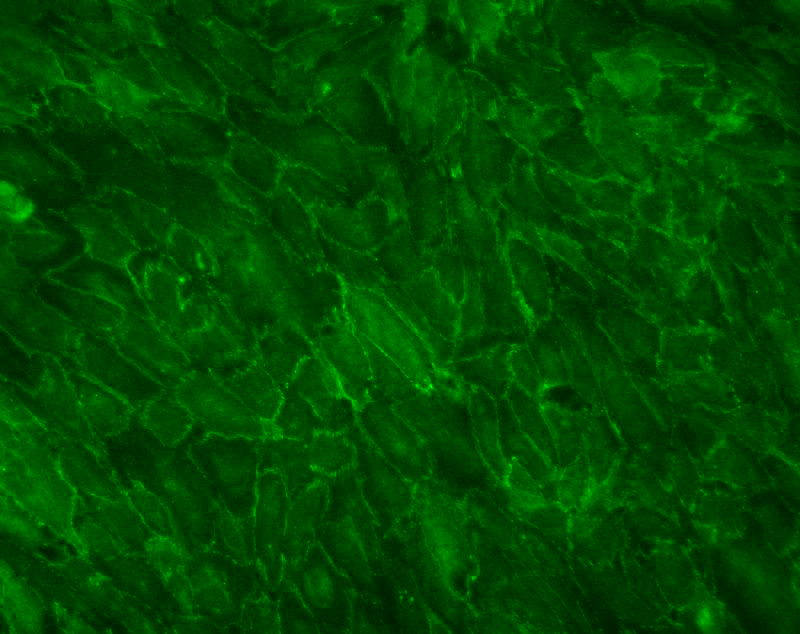
Imagen al microscopio de fluorescencia resaltando en color verde los lugares en los que se presentan las cateninas, proteínas que intervienen en las interacciones de superficie entre células (del endotelio humano en este caso).

Las cateninas son proteínas de células animales involucradas en los procesos de adhesión celular mediados por cadherinas. De las cuatro cateninas conocidas, alfa, beta, gamma y delta, la alfa y la beta fueron identificadas en 1985. Su nombre, del latín catena, hace referencia a su papel como nexo entre el citoesqueleto y las cadherinas.
La catenina alfa puede unirse tanto a la catenina beta (o gamma) como a la actina (una proteína capaz de asociarse para formar filamentos y que es una parte fundamental del citoesqueleto). Las cateninas beta se asocian al dominio citoplasmático de algunas cadherinas (que son unas proteínas transmembrana dependientes de calcio que intervienen en la adhesión celular).
Su función está ligada a la íntima asociación de células adyacentes. Por ejemplo son componentes de las uniones denominadas zonula adherens. De hecho, los ratones transgénicos que poseen una baja cantidad de catenina beta en sus células endoteliales presentan una unión más laxa entre aquellas. Estructuralmente poseen dominios de interacción con otras proteínas que permiten reclutar complejos de diversos componentes; por ejemplo, las cadherinas se asocian a la alfa-catenina, quien interacciona con la vinculina, alfa-actinina y finalmente con la actina.